# Christian Vechtel

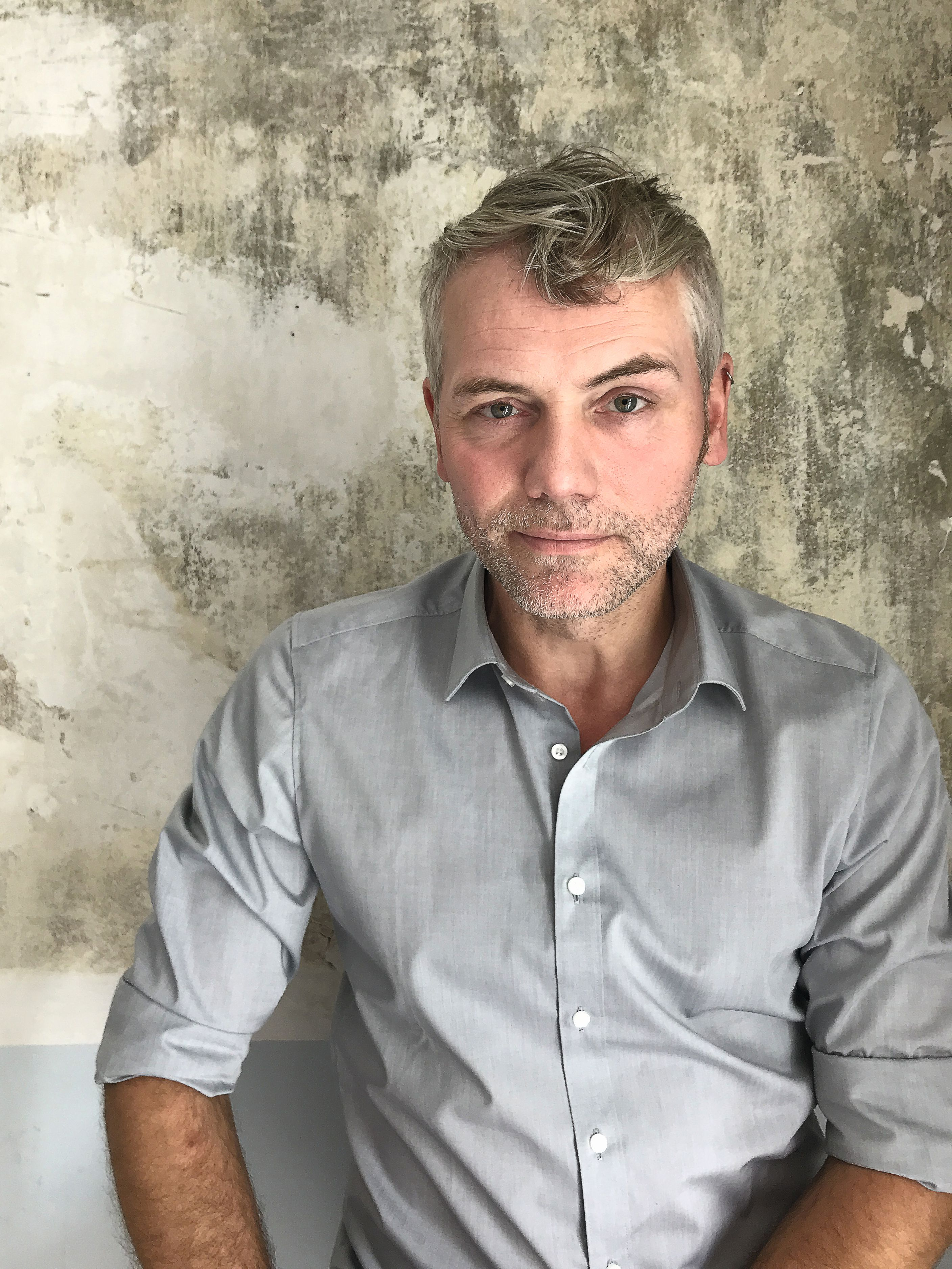
Christian Vechtel, 2019

Christian Vechtel (* 12. August 1975 in Lübeck) ist ein deutscher Kunsthistoriker, Antiquitätenhändler und Auktionator.

## Leben
Vechtel studierte Kunstgeschichte und schloss als Magister Artium (M.A.) ab. Er führt seit 2011 zusammen mit Christian Becker im Kreuzviertel von Münster das Antiquitätengeschäft Zeitgenossen, wo er zudem Auktionen abhält.
Seit November 2018 tritt Vechtel als Händler in der ZDF-Sendung Bares für Rares auf.

## Veröffentlichungen
- „Nagelungen“ – die fast vergessenen Kriegswahrzeichen. In: Raoul Zühlke (Hrsg.): Bildpropaganda im Ersten Weltkrieg. Kämpfer, Hamburg 2000, S. 305–325.